# Haptonastia

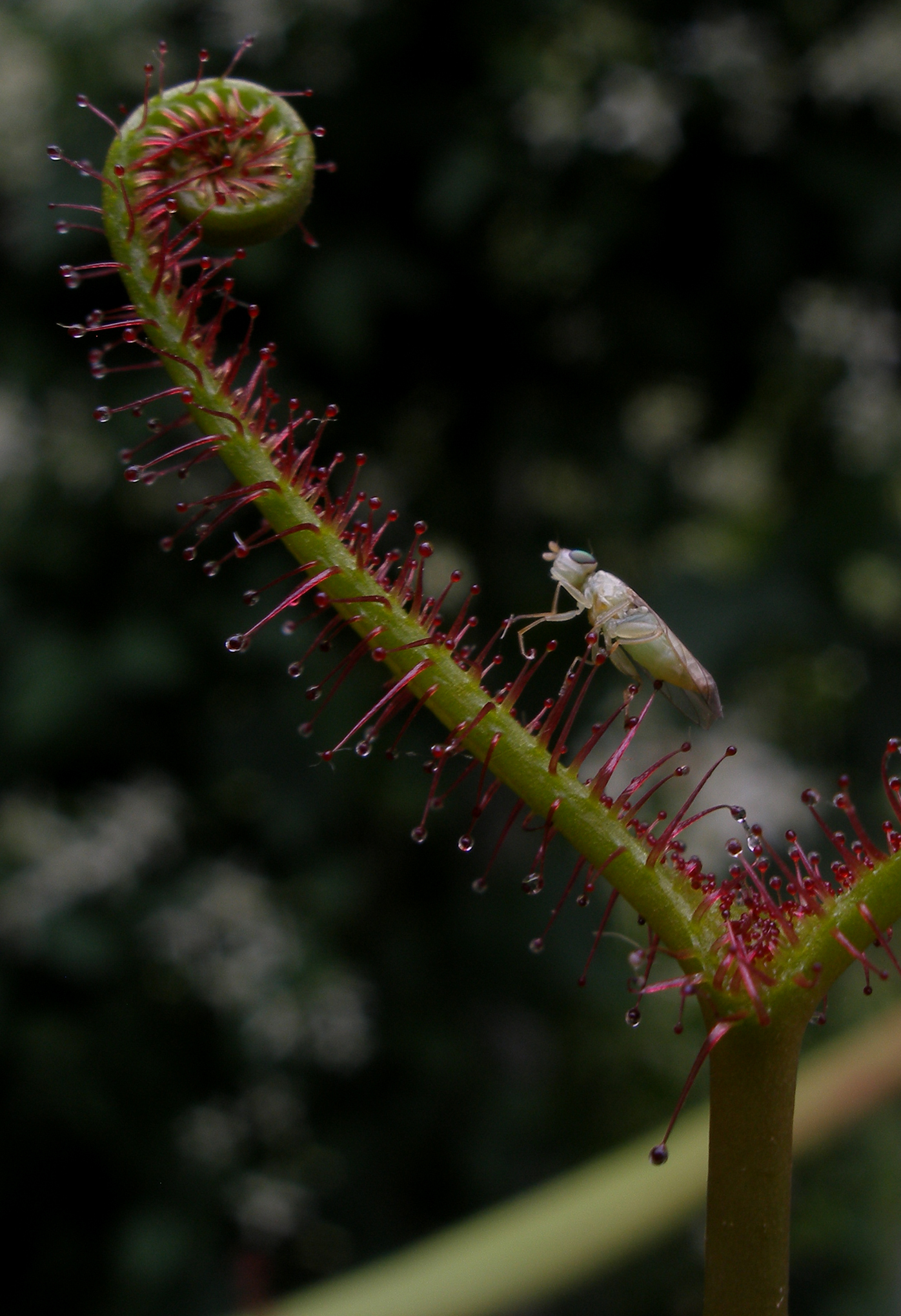
Czułki brzeżne Drosera binata zaginające się hapto- i chemonastycznie wokół ofiary

Haptonastia – ruch nastyczny organów roślinnych (także zwierzęcych) wywołany działaniem specyficznego bodźca mechanicznego. Od sejsmonastii (tigmonastii) odróżnia się tym, że wywoływana jest przez konkretny bodziec mechaniczny, a nie dowolny dotyk (np. nie przez dotykanie pałeczką lub upadkiem kropli deszczu) oraz jest wynikiem wzrostu (pod wpływem auksyn), a nie zmian turgoru. Niektóre źródła nie odróżniają tych typów nastii. Jak inne nastie, nie zależy od kierunku działania bodźca, co ją odróżnia od tigmotropizmu.
Ruchy haptonastyczne często występują u roślin mięsożernych (podobnie jak sejsmonastia). Podlegają im m.in. czułki brzeżne liści rosiczek oraz brzegi liści tłustoszy. Zwijanie się liści i wzrost czułków tych roślin zwykle nie jest czystą haptonastią, ale rolę odgrywa również reakcja na bodźce chemiczne (chemonastia) – zwykle jest ona silniejsza niż sama haptonastia – i wzrost kierunkowy (tigmotropizm).